# Pat Boot
Pat Boot, wł. Vernon Patrick Boot (ur. 22 października 1914 w Kaikoura, zm. 5 stycznia 1947 w Gisborne) – nowozelandzki lekkoatleta, średniodystansowiec, mistrz igrzysk Imperium Brytyjskiego, olimpijczyk.
Wystąpił w biegu na 800 metrów na igrzyskach olimpijskich w 1936 w Berlinie, odpadając w półfinale. Był również zgłoszony do biegu na 1500 metrów, lecz w nim nie wystartował.
Na igrzyskach Imperium Brytyjskiego w 1938 w Sydney zwyciężył w biegu na 880 jardów, wyprzedzając Anglika Franka Hadleya i Kanadyjczyka Billa Dale’a. Na tych samych igrzyskach zdobył brązowy medal w  biegu na milę, przegrywając jedynie z Walijczykiem Jimem Alfordem i Australijczykiem Geraldem Backhouse’em.
Był mistrzem Nowej Zelandii w biegu na 880 jardów w 1935/1936, 1937/1938, 1938/1939 i 1939/1940 oraz w biegu na milę w 1935/1936.
Trzykrotnie poprawiał rekord Nowej Zelandii w biegu na 880 jardów do wyniku 1:51,2, uzyskanego podczas igrzysk Imperium Brytyjskiego w Sydney 7 lutego 1938.
Podczas II wojny światowej służył w Nowozelandzkim Korpusie Ekspedycyjnym na Bliskim Wschodzie i we Włoszech.
Zmarł w wieku 32 lat. Nie wybudził się z narkozy po zabiegu dentystycznym.